# 건강권

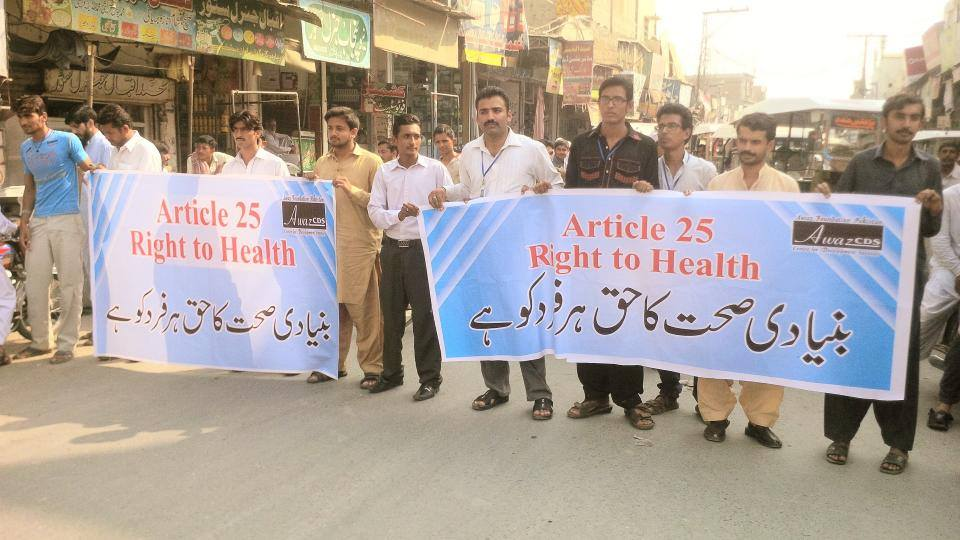

건강권(健康權, Right to health)은 최소한의 건강을 보장받거나 건강에 대한 보호를 요구할 권리로 세계 인권 선언, 경제적·사회적 및 문화적권리에관한국제규약, 장애인의 권리에 관한 협약에서 보장된다.

## 같이 보기
- 장애인 권리
- 행복추구권
- 일차보건의료
- 알마아타 선언
- 지역사회의학
- 공중보건
- 보편적 의료보장
- 건강 형평성